# Собор Святої Покрови (Кам'янець-Подільський)
Собор Святої Покрови — православний собор ПЦУ, побудований у неовізантійському стилі, розташований в Кам'янці-Подільському. Зруйнований під час правління радянської влади, відновлений в часи Незалежної України. До 2023 року належав УПЦ МП, був освячений на честь Олександра Невського і служив кафедральним собором Кам'янець-Подільськиої єпархії.

## Історія
Собор був побудований у 1893 році на честь 100-річчя «приєднання» Поділля до Російської імперії. Храм будувався на народні кошти, зібрані Олександро-Невським опікунством. Наріжний камінь церкви було закладено 2 травня 1891 року, a 24 листопада 1897 собор було освячено. Будівництво собору, розпис стін і закупівля культового приладдя обійшлися більш ніж в 100 тисяч карбованців. Приміщення церкви опалювалися парою.
Споруда вражала величчю і була одним із яскравих храмів Кам'янця-Подільського. Побудована у неовізантійському стилі, з великим головним куполом і чотирма напівкуполами по боках, церква мала над західним входом невелику дзвіницю. Головний вівтар був присвячений св. Олександрові Невському, південний вівтар мав ім'я св. Великомучениці Катерини, а північний — св. Миколая.
Собор мав двоярусний іконостас роботи московського майстра Ніколая Ахапкіна (II пол. XIX—I четв. XX вв.) — купця другої гільдії, власника іконописної майстерні, потім наприкінці XIX століття фабрики іконостасних виробів «Ахапкін и син». Поміж пожертв на храм був хрест, присланий в подарунок імператрицею Олександрою Федорівною, дружиною Миколи II. При церкві на початку XX століття діяло Олександро-Невське братство з народною читальнею і бібліотекою.
14 жовтня 1919 року в катедральному соборі пройшла служба, присвячена урочистій присязі Українській республіці — Директорії УНР.
У 1930-ті роки храм був розібраний на цеглу.
В час після відновлення незалежності України собор відбудовано.
У 1994 році міська влада Кам'янця-Подільського передала єпархіальному управлінню Кам'янець-Подільської єпархії УПЦ (МП) територію колишнього храму. Наступного року Митрополит Володимир відслужив на місці зруйнованого собору літургію та освятив хрест. Насамперед встановили початковий храм (капличку). А в 1996—1997 роках розпочалась інтенсивна відбудова собору.
Головним чином його спорудження фінансувала УПЦ МП, також допомагали віряни.
12 вересня 2011 року Митрополит Володимир відкрив та освятив собор.
4 квітня 2023 року Кам'янець-Подільська міська рада позбавила релігійні громади московського патріархату права користуватися 19-ма земельними ділянками, зокрема по вулиці Соборній, 2, де стоїть Собор.
За повідомленням преси, 8 квітня 2023 року собор перейшов до Православної церкви України.
10 квітня 2023 року близько 200 парафіян УПЦ МП не пускали вірян до храму. Митрополит Кам'янець-Подільський і Городоцький Феодор продовжував щоденні служби в соборі, у проповіді говорив, що «незаконно проти нас ополчились представники влади, а тепер й радикальні сили».

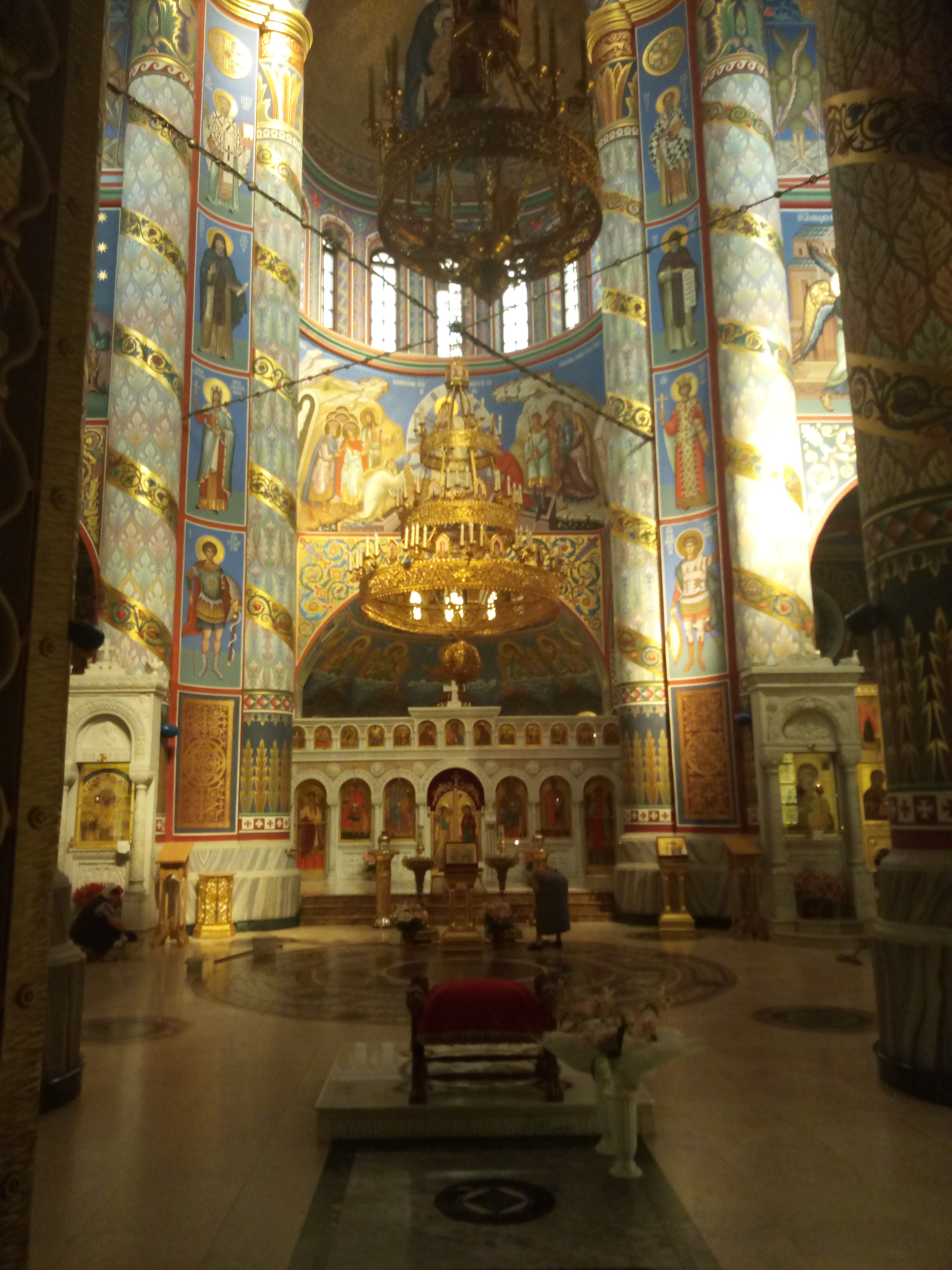
Внутрішнє оздоблення храму